# Malandella
Malandella is een geslacht van Phasmatodea uit de familie Diapheromeridae. De wetenschappelijke naam van dit geslacht is voor het eerst geldig gepubliceerd in 1918 door Sjöstedt.

## Soorten
Het geslacht Malandella is monotypisch en omvat slechts de volgende soort:
- Malandella queenslandica Sjöstedt, 1918